# 東石黒村
東石黒村（ひがしいしくろむら）は、かつて富山県西礪波郡にあった村。村名は中世の石黒荘、近世の石黒組に属し、石黒村の東側に位置していることが由来となっている。

## 沿革
- 1889年（明治22年）4月1日 - 町村制の施行により、礪波郡布袋村、下吉江村、田尻村、梅ケ島村、森村、三ツ屋村、新邸村、前田村、晩田相木村、桐木村の区域の一部、院林村の区域の一部、上川崎村の区域の一部、遊部村の区域の一部の区域をもって、礪波郡東石黒村が発足する。
- 1896年（明治29年）3月29日 - 郡制の施行のため、礪波郡が分割して、西礪波郡が発足により、西礪波郡に所属となる。
- 1954年（昭和29年）
  - 3月2日 - 村議会が福光町への合併を主張する下吉江、新邸の2集落の意向に反し、福野町との合併を決議する（当時当村は福野中学校の校下であった）。これにより、同年1月に発足したばかりの東石黒村、福光町、南野尻村、南蟹谷村による合併促進協議会が解散となった[4]。
  - 7月20日 - 東礪波郡福野町及び西礪波郡東石黒村が合併して、東礪波郡福野町が発足する。